# Stanford-Drache

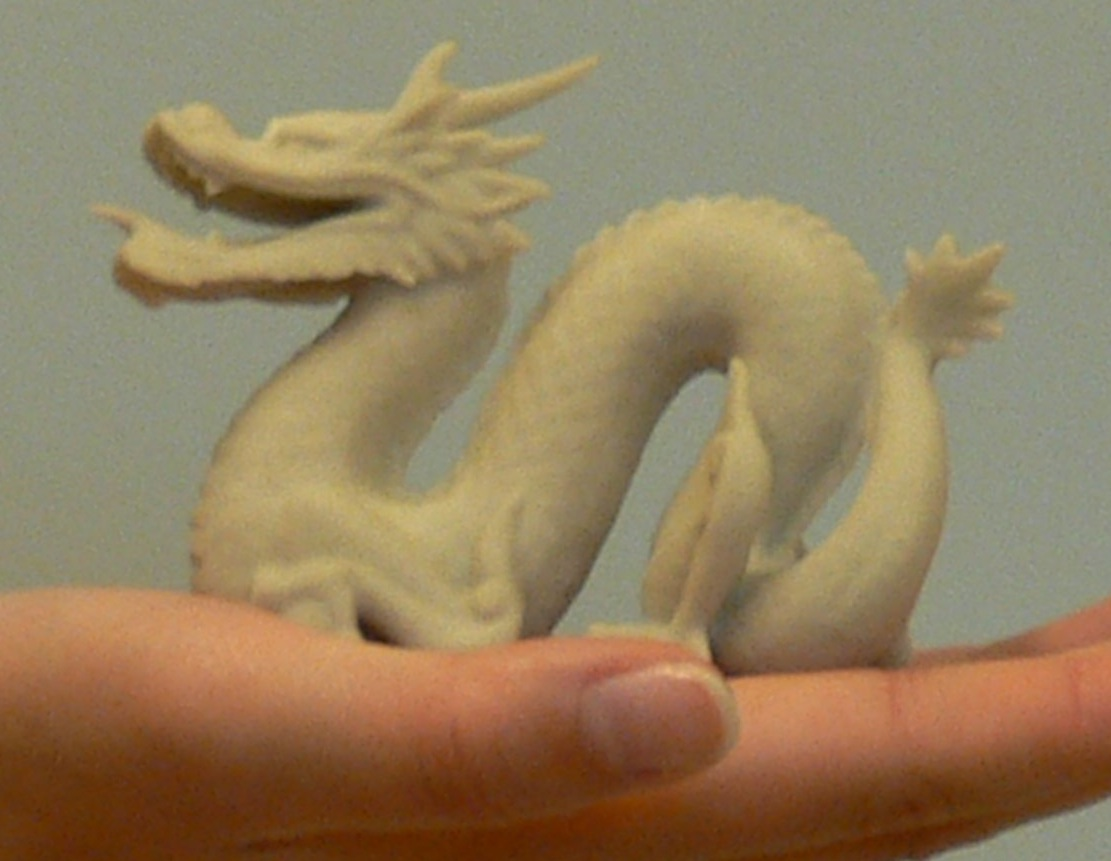
Echtes mit Rapid Prototyping hergestelltes Modell des Drachen.

Der Stanford-Drache ist ein mit einem 3D-Scanner hergestelltes Computergrafik-Testmodell der Stanford-Universität.
Der Drache besteht aus 871.414 Dreiecken und wurde durch den 3D-Scan einer realen Figur erstellt. Die Daten können für den Test verschiedener Grafikalgorithmen verwendet werden. Das Modell ist vor allem für Polygonvereinfachungen, Komprimierungen und Oberflächenglättungen geeignet. Der Datensatz tauchte zum ersten Mal 1996 auf.
Das Modell ist in verschiedenen Dateiformaten (.ply, vrml, vl, …) kostenlos im Internet verfügbar.